# Wasilij Strażau
Wasilij Iwanawicz Strażau (biał. Васілій Іванавіч Стражаў, ros. Василий Иванович Стражев, Wasilij Iwanowicz Strażew; ur. 26 lipca 1944 w Kamiensku w obwodzie połtawskim) – białoruski fizyk i matematyk, minister oświaty Republiki Białorusi (1994–2001), rektor Białoruskiego Uniwersytetu Państwowego (2003–2008).

## Życiorys
Po ukończeniu szkoły średniej w Mińsku studiował na Wydziale Fizyki Białoruskiego Uniwersytetu Państwowego im. Włodzimierza Lenina (1966–1970), po czym podjął studia aspiranckie w Instytucie Fizyki Akademii Nauk Białoruskiej SRR (zakończone w 1970). Od tego czasu pracował jako starszy inżynier-konstruktor w Instytucie Fizyki Akademii.
W 1986 obronił dysertację doktorską (według polskiej terminologii – habilitacyjną) w dziedzinie fizyki. Od 1988 do 1994 pracował w Ministerstwie Oświaty Białoruskiej SRR i Republiki Białorusi jako wicedyrektor, a później dyrektor departamentu nauki i oświaty oraz wiceminister.
Po zwycięstwie wyborczym Alaksandra Łukaszenki w lipcu 1994 objął urząd ministra oświaty, który sprawował do 2001.
W listopadzie 2003 uzyskał nominację na urząd rektora Białoruskiego Uniwersytetu Państwowego jako następca zwalczanego przez władze Alaksandra Kazulina. Placówką kierował przez pięć lat. 4 listopada 2008 objął kierownictwo nad Republikańskim Instytutem Chinoznawstwa im. Konfucjusza.
Przewodniczy Radzie Współpracy w Dziedzinie Oświaty Państw WNP. Jest członkiem Rosyjskiej Akademii Oświaty.